# Куатретондета
Куатретондета (валенс. Quatretondeta (офіційна назва), ісп. Cuatretondeta) — муніципалітет в Іспанії, у складі автономної спільноти Валенсія, у провінції Аліканте. Населення — 133 особи (1 січня 2022).

## Географія
Муніципалітет розташований на відстані близько 350 км на південний схід від Мадрида, 44 км на північ від Аліканте.

## Демографія
Динаміка населення (INE ):